# Scurrula meeboldii
Scurrula meeboldii är en tvåhjärtbladig växtart som beskrevs av Danser. Scurrula meeboldii ingår i släktet Scurrula och familjen Loranthaceae. Inga underarter finns listade i Catalogue of Life.